# Brachiosia castaneola
Brachiosia castaneola là một loài bướm đêm thuộc phân họ Arctiinae, họ Erebidae.